# Naiad (måne)
Naiad er en af planeten Neptuns måner: Den blev opdaget den 18. september 1989 ved hjælp af billeder fra rumsonden Voyager 2 – i øvrigt som den sidste måne Voyager 2 observerede. Lige efter opdagelsen fik månen den midlertidige betegnelse S/1989 N 6, men senere har den Internationale Astronomiske Union vedtaget at opkalde den efter Najaderne fra den græske mytologi. Naiad kendes også under betegnelsen Neptun III (III er romertallet for 3).
Naiad har en irregulær ("kartoffelformet") facon, og dens overflade viser ingen tegn på geologisk aktivitet. Den kredser så tæt omkring Neptun, at den fuldfører et omløb hurtigere end Neptun når at dreje sig én gang om sig selv. Konsekvensen er, at tidevandskræfterne tvinger Naiad til at kredse gradvis tættere og tættere på Neptun, indtil den engang i fremtiden enten dratter ned i Neptuns atmosfære eller sønderdeles og bliver til en planetring.